# 中华人民共和国正国级领导人视察访问港澳特区列表
中华人民共和国正国级领导人视察访问港澳特区列表收录中华人民共和国在1997年7月1日对香港恢复行使主权及1999年12月20日对澳门恢复行使主权以后，国家级正职的党和国家领导人赴香港特别行政区以及澳门特别行政区的视察或访问，包括以中共中央总书记为首的中共中央政治局常委。

## 香港特別行政區
截至2025年3月，中华人民共和国正国级领导人12人共视察访问香港特别行政区21次。包括（含出席国际多边会议）：
| 职位                                           | 姓名   | 日期                  | 简介                                                                                             |
| ---------------------------------------------- | ------ | --------------------- | ------------------------------------------------------------------------------------------------ |
| 中共中央总书记、国家主席、中央军委主席         | 江泽民 | 1997年6月30日至7月1日 | 出席中英两国政府香港交接仪式、香港特别行政区成立暨特区政府宣誓就职仪式、香港特别行政区成立庆典。 |
| 中共中央政治局常委、国务院总理                 | 李鹏   | 1997年6月30日至7月1日 | 出席中英两国政府香港交接仪式、香港特别行政区成立暨特区政府宣誓就职仪式。                         |
| 中共中央政治局常委、国务院总理                 | 李鹏   | 1997年9月20日至23日   | 出席第五十二届世界银行及货币基金组织年会。                                                       |
| 中共中央政治局常委、国务院副总理               | 朱镕基 | 1997年9月21日至23日   | 主持21世纪中国经济展望的国际研讨会。                                                             |
| 中共中央总书记、国家主席、中央军委主席         | 江泽民 | 1998年6月30日至7月2日 | 出席香港回归祖国周年庆典。                                                                       |
| 中共中央政治局常委、国家副主席、中央军委副主席 | 胡锦涛 | 1999年6月29日至7月1日 | 出席香港回归祖国纪念碑揭幕仪式。                                                                 |
| 中共中央政治局常委、全国政协主席               | 李瑞环 | 2000年11月5日至9日    | 对香港特别行政区进行考察访问并出席香港中华总商会成立100周年的庆祝活动。                          |
| 中共中央总书记、国家主席、中央军委主席         | 江泽民 | 2001年5月8日至9日     | 出席2001《财富》全球论坛香港年会。                                                               |
| 中共中央总书记、国家主席、中央军委主席         | 江泽民 | 2002年6月30日至7月1日 | 出席庆祝香港回归祖国五周年大会暨香港特区第二届政府就职典礼。                                     |
| 国务院总理                                     | 朱镕基 | 2002年11月18日至20日  | 出席第十六届世界会计师大会。                                                                     |
| 中共中央政治局常委、国务院总理                 | 温家宝 | 2003年6月29日至7月1日 | 出席《内地与香港关于建立更紧密经贸关系的安排》签署仪式和香港回归祖国6周年庆祝活动。              |
| 中共中央政治局常委、国家副主席                 | 曾庆红 | 2005年9月10日至12日   | 出席香港迪斯尼乐园开幕仪式并在港参观访问。                                                       |
| 中共中央政治局常委、全国政协主席               | 贾庆林 | 2006年6月27日至29日   | 出席《内地与香港关于建立更紧密经贸关系的安排》(CEPA)签署三周年纪念活动，并对香港进行参观访问。   |
| 中共中央政治局常委、全国人大常委会委员长       | 吴邦国 | 2006年12月2日至4日    | 出席国际电信联盟“2006年世界电信展”开幕式,并在港参观访问。                                        |
| 中共中央总书记、国家主席、中央军委主席         | 胡锦涛 | 2007年6月29日至7月1日 | 出席庆祝香港回归祖国10周年大会暨香港特别行政区第三届政府就职典礼。                               |
| 中共中央政治局常委、国家副主席                 | 习近平 | 2008年7月6日至8日     | 检查奥运会、残奥会马术比赛的筹办工作并考察香港特别行政区。                                       |
| 中共中央政治局常委、国务院副总理               | 李克强 | 2011年8月16日至18日   | 出席国家“十二五”规划与两地经贸金融合作发展论坛和香港大学百年庆典并视察香港特区。                 |
| 中共中央总书记、国家主席、中央军委主席         | 胡锦涛 | 2012年6月29日至7月1日 | 出席庆祝香港回归祖国15周年大会暨香港特区第四届政府就职典礼。                                     |
| 中共中央政治局常委、全国人大常委会委员长       | 张德江 | 2016年5月17日至19日   | 出席“一带一路”高峰论坛并视察香港特别行政区。                                                     |
| 中共中央总书记、国家主席、中央军委主席         | 习近平 | 2017年6月29日至7月1日 | 出席庆祝香港回归祖国20周年大会暨香港特区第五届政府就职典礼。                                     |
| 中共中央总书记、国家主席、中央军委主席         | 习近平 | 2022年6月30日至7月1日 | 出席庆祝香港回归祖国25周年大会暨香港特区第六届政府就职典礼。                                     |

## 澳門特別行政區
截至2025年3月，中华人民共和国正国级领导人12人共视察访问澳门特别行政区16次（不完全统计）。包括（含出席国际多边会议）：
| 职位                                     | 姓名   | 日期                 | 简介 |
| ---------------------------------------- | ------ | -------------------- | --- |
| 中共中央总书记、国家主席、中央军委主席   | 江泽民 | 1999年12月19日至20日 | 出席中葡两国政府澳门政权交接仪式、澳门特别行政区成立暨特区政府宣誓就职仪式、澳门特别行政区成立庆祝大会。 |
| 中共中央政治局常委、国务院总理           | 朱镕基 | 1999年12月19日至20日 | 出席中葡两国政府澳门政权交接仪式、澳门特别行政区成立暨特区政府宣誓就职仪式。                             |
| 中共中央总书记、国家主席、中央军委主席   | 江泽民 | 2000年12月19日至21日 | 出席中华人民共和国澳门特别行政区成立一周年庆祝活动。                                                     |
| 中共中央政治局常委、全国人大常委会委员长 | 李鹏   | 2002年2月16日至17日  | 对澳门特别行政区进行考察访问。                                                                           |
| 中共中央政治局常委、全国政协主席         | 李瑞环 | 2003年1月7日至10日   | 对澳门特别行政区进行考察访问。                                                                           |
| 中共中央政治局常委、国家副主席           | 曾庆红 | 2003年10月17日至18日 | 出席《内地与澳门关于建立更紧密经贸关系的安排》签署仪式。                                                 |
| 中共中央总书记、国家主席、中央军委主席   | 胡锦涛 | 2004年12月19日至20日 | 出席庆祝澳门回归祖国五周年大会暨澳门特别行政区第二届政府就职典礼。                                       |
| 中共中央政治局常委、国家副主席           | 习近平 | 2009年1月10日至11日  | 对澳门特别行政区进行考察访问。                                                                           |
| 中共中央总书记、国家主席、中央军委主席   | 胡锦涛 | 2009年12月19日至20日 | 出席庆祝澳门回归祖国10周年大会暨澳门特别行政区第三届政府就职典礼。                                       |
| 中共中央政治局常委、国务院总理           | 温家宝 | 2010年11月13日至14日 | 出席中国-葡语国家经贸合作论坛第三届部长级会议开幕式并视察澳门特别行政区。                                |
| 中共中央政治局常委、全国人大常委会委员长 | 吴邦国 | 2013年2月20日至22日  | 出席澳门基本法颁布20周年纪念活动并参观视察澳门。                                                         |
| 中共中央总书记、国家主席、中央军委主席   | 习近平 | 2014年12月19日至20日 | 出席庆祝澳门回归祖国15周年大会暨澳门特别行政区第四届政府就职典礼。                                       |
| 中共中央政治局常委、国务院总理           | 李克强 | 2016年10月10日至12日 | 视察澳门特别行政区并出席中国-葡语国家经贸合作论坛第五届部长级会议开幕式。                                |
| 中共中央政治局常委、全国人大常委会委员长 | 张德江 | 2017年5月8日至10日   | 视察澳门特别行政区。                                                                                     |
| 中共中央总书记、国家主席、中央军委主席   | 习近平 | 2019年12月18日至20日 | 出席庆祝澳门回归祖国20周年大会暨澳门特别行政区第五届政府就职典礼。                                       |
| 中共中央总书记、国家主席、中央军委主席   | 习近平 | 2024年12月18日至20日 | 出席庆祝澳门回归祖国25周年大会暨澳门特别行政区第六届政府就职典礼。                                       |
| 中共中央政治局常委、中央办公厅主任       | 蔡奇   | 2024年12月18日至20日 | 出席庆祝澳门回归祖国25周年大会暨澳门特别行政区第六届政府就职典礼。                                       |